# Tala Rugby Club
El Tala Rugby Club , o simplemente "Tala", es un club polideportivo del barrio Villa Warcalde, de la ciudad de Córdoba, Argentina. Fundado en 1944 por los entusiastas del rugby de la ciudad, aparte de rugby ,el club cuenta con  hockey femenino, tenis, pileta, gimnasio y grandes instalaciones.
Se destaca por ser uno de los mejores clubes de rugby en Córdoba y Argentina, ya que ha ganado un total de 26 títulos provinciales y llegó a la final de la Nacional de Clubes en 2006 y 2017. 
Además es conocido por todos los clubes de Argentina ya que al entrar a la cancha, los jugadores realizan un rol, característico y único del Tala
Actualmente, su equipo de rugby disputa los torneos de la Unión Cordobesa de Rugby.

## Historia
Corría el año 1944 cuando un grupo de jóvenes veinteañeros; que desde hacía un tiempo jugaban al rugby con distintas camisetas; decidieron conformar el Tala Rugby Club. Hasta entonces, el rugby se practicaba en los clubes Universitario, Córdoba Athletic, Hindú, Pampero, Estudiantes, José María Paz y Jockey entre los más importantes. 
De los barrios General Paz, Juniors y Alta Córdoba, salieron la mayoría de aquellos talenses de la primera hora. Entre ellos había estudiantes y trabajadores de los más diversos rubros.
Aunados por un mismo espíritu de lucha y camaradería, hicieron nacer al Tala un 11 de noviembre de ese año. Ese día se firmó el Acta Fundacional y se conformó la primera comisión directiva: Arturo Beckwit fue designado Presidente, Alejandro Attaude Vicepresidente y como vocales se constituyeron Martín Piñeiro, Alejandro Méndez Acha, Roberto Banso, Ramón Cordeiro, Silvio Masjoan, José López Ferreira y Federico Roldán.
Aquella reunión tuvo lugar en un ex vagón de ferrocarril, que se hallaba ubicado en el patio de la casa del Doctor Beckwit, padre de uno de los jugadores.[cita requerida]
Desde ese furgón, convertido durante algunos años más en la sede social, se puso nombre a la entidad naciente. No hubo demasiadas deliberaciones, prácticamente todos los allí presentes coincidieron en que el tala, que con su frondosa copa cobijaba al viejo vagón, era el símbolo de la unión, la fuerza y la solidez de ese grupo.
Ya con el nombre de Tala Rugby Club, restaba elegir los colores de la camiseta. No existieron motivos trascendentales para la elección, sino que el bajo costo de un stock de camisetas del desaparecido club Pampero ofrecidas al plantel por la casa de deportes “Barbera y Matozzi” hizo fuerte la elección de los colores, blanco y negro.
Fue así como nació el Tala, conformado por un grupo que no llegaba a treinta personas, y que con el correr del tiempo se constituiría en una potencia del rugby de Córdoba.

## Rugby

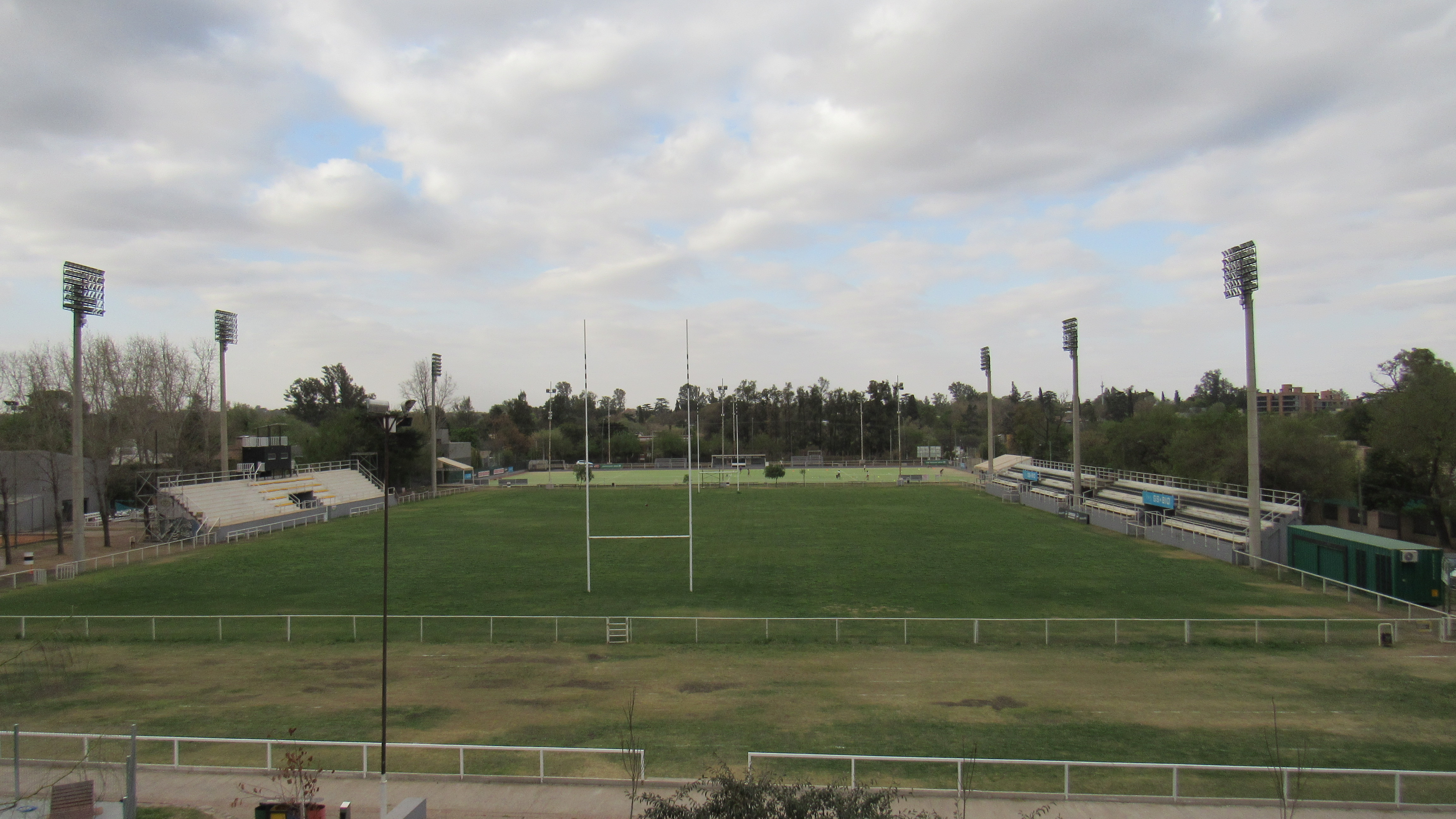
Estadio principal de rugby. De fondo, la cancha de hockey

Desde 1944 el Tala se ha convertido en una potencia del rugby cordobés, ganando el torneo de la Unión Cordobesa de Rugby 24 veces y quedando por encima del Club Universitario de Córdoba que tiene sus 20 títulos. También llegó a la final de la Nacional de Clubes en 2006 y 2017. El club también participa en el Torneo Regional del Centro
El clásico rival del tala es el Club La Tablada.
En 2004 el club logró el título del Top 16 con un equipo, hoy considerado histórico del Tala, ya que no solo logró el torneo de Córdoba de ese año invicto, sino también el torneo del interior del país invicto también y llegó a las semifinales del Nacional de clubes, donde cayó contra Duendes de Rosario quienes luego serían los campeones, perdiendo por la mínima diferencia de un punto. También logró un récord de no perder durante 32 partidos consecutivos.[cita requerida]

## Sede
La sede del Tala Rugby Club se encuentra en Villa Warcalde y cuenta con canchas de tenis, una cancha de hockey, vestuarios, un gimnasio, un quincho donde también se comercia la vestimenta del club y la cancha de rugby. 

Actualmente la cancha principal cuenta con dos tribunas, una local y una visitante, y puede albergar a 5000 personas. El club cuenta con un anexo o subsede en la que las divisiones infantiles y juveniles desarrollan su actividad. Cuenta con un quincho, vestuarios y 7 canchas de rugby.

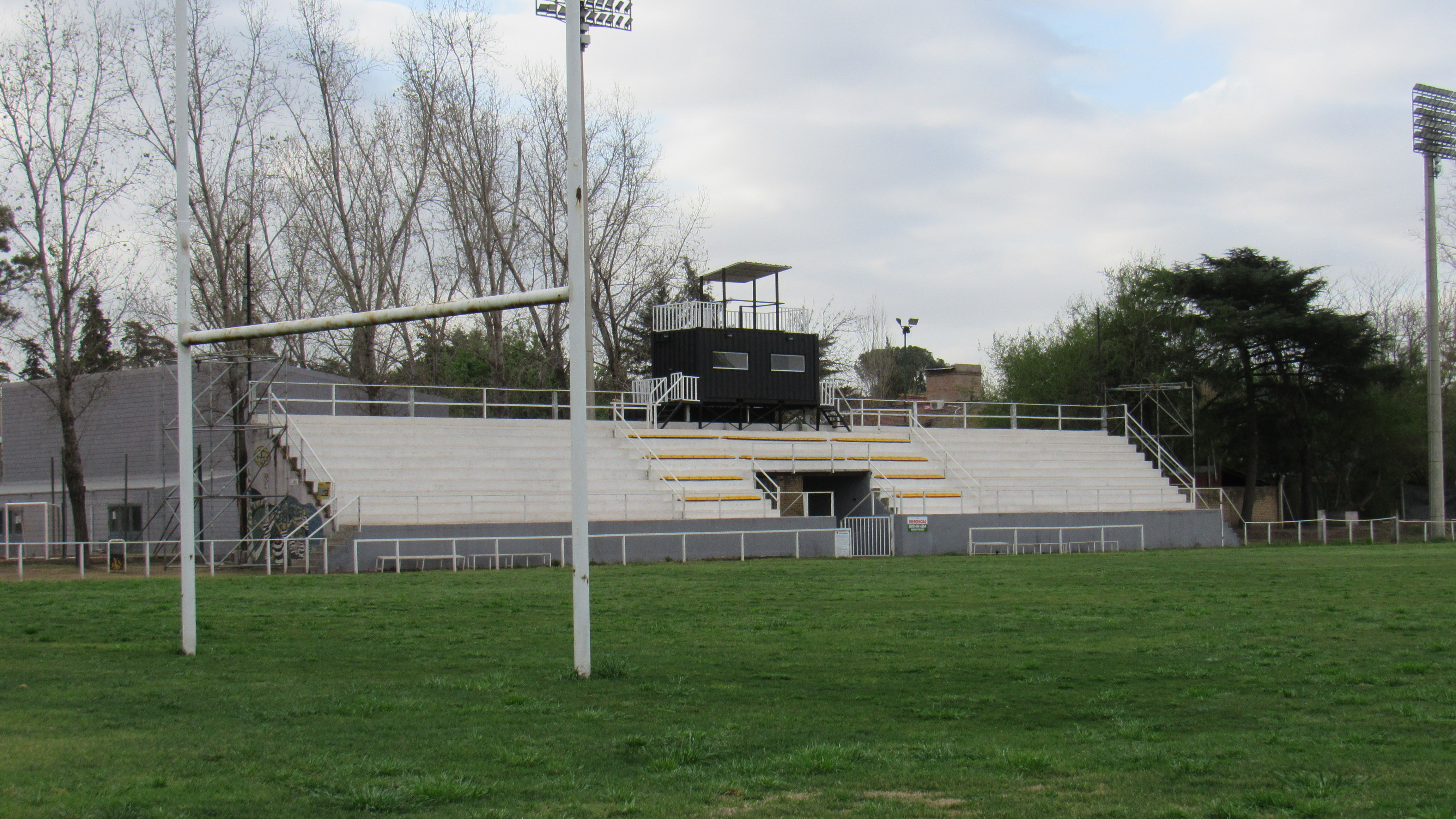
Tribuna noroeste de la cancha principal
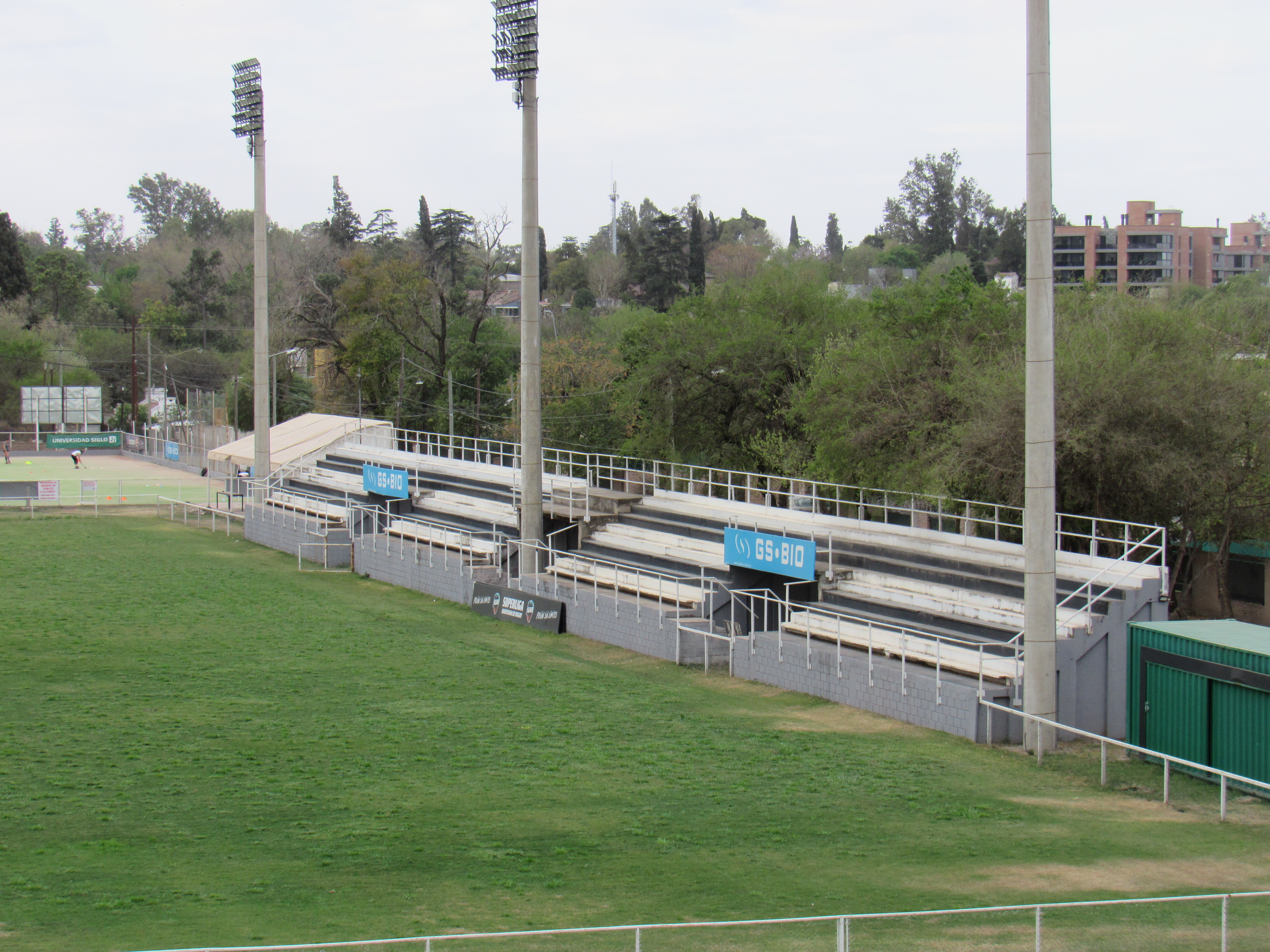
Tribuna sudeste
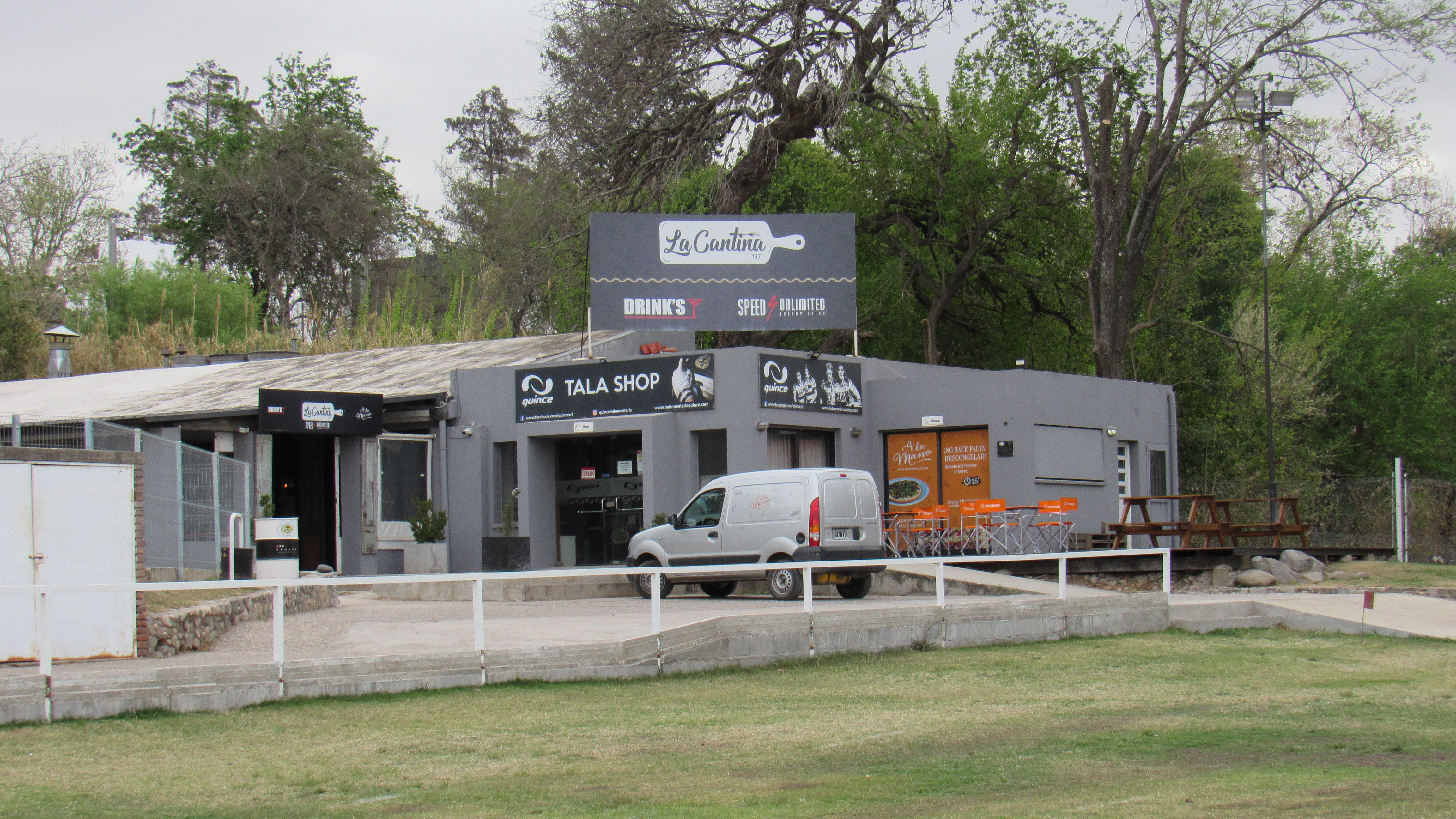
Tala Shop
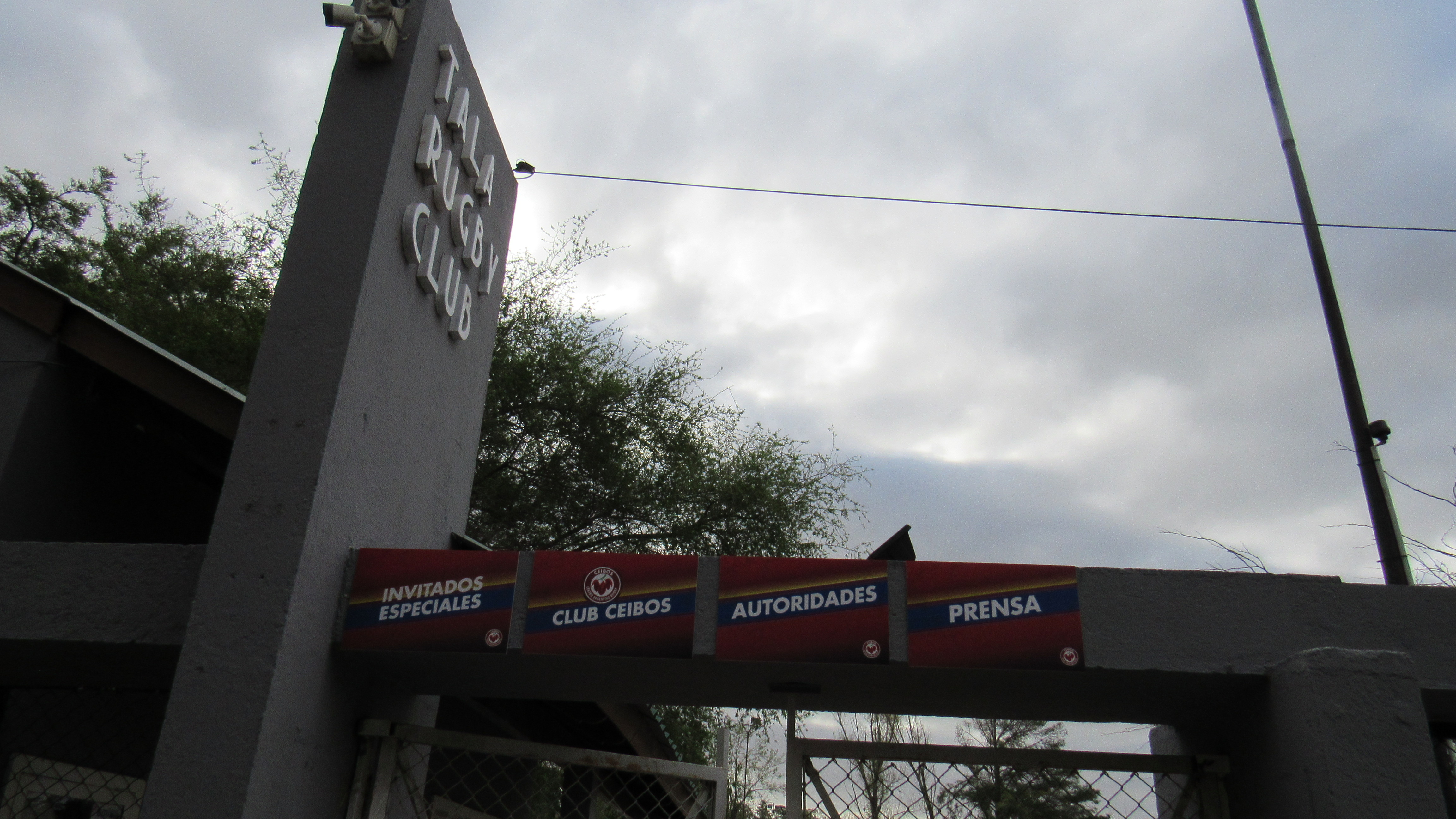
Ingreso, con carteles de la franquicia Ceibos
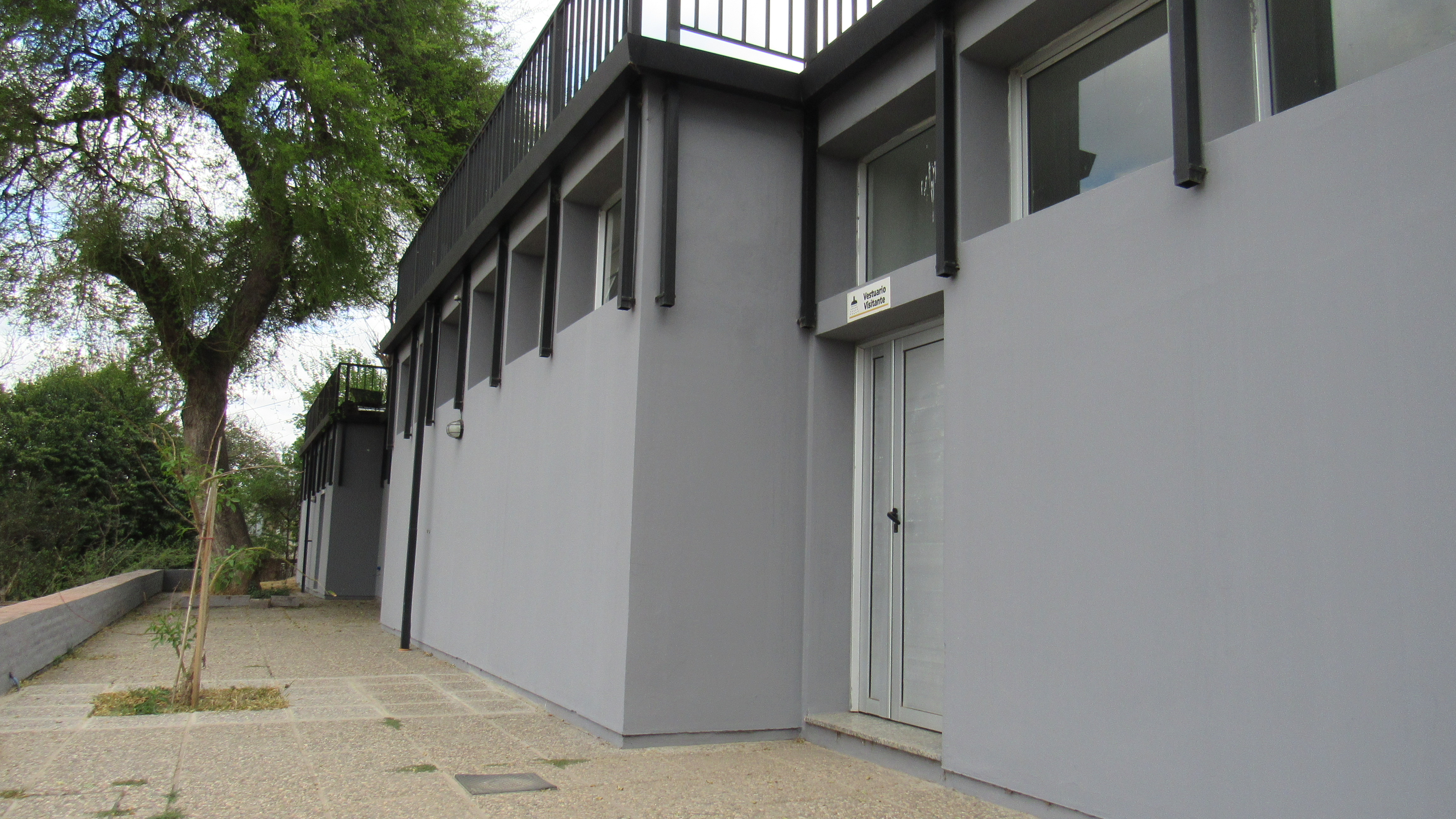
Vestuarios
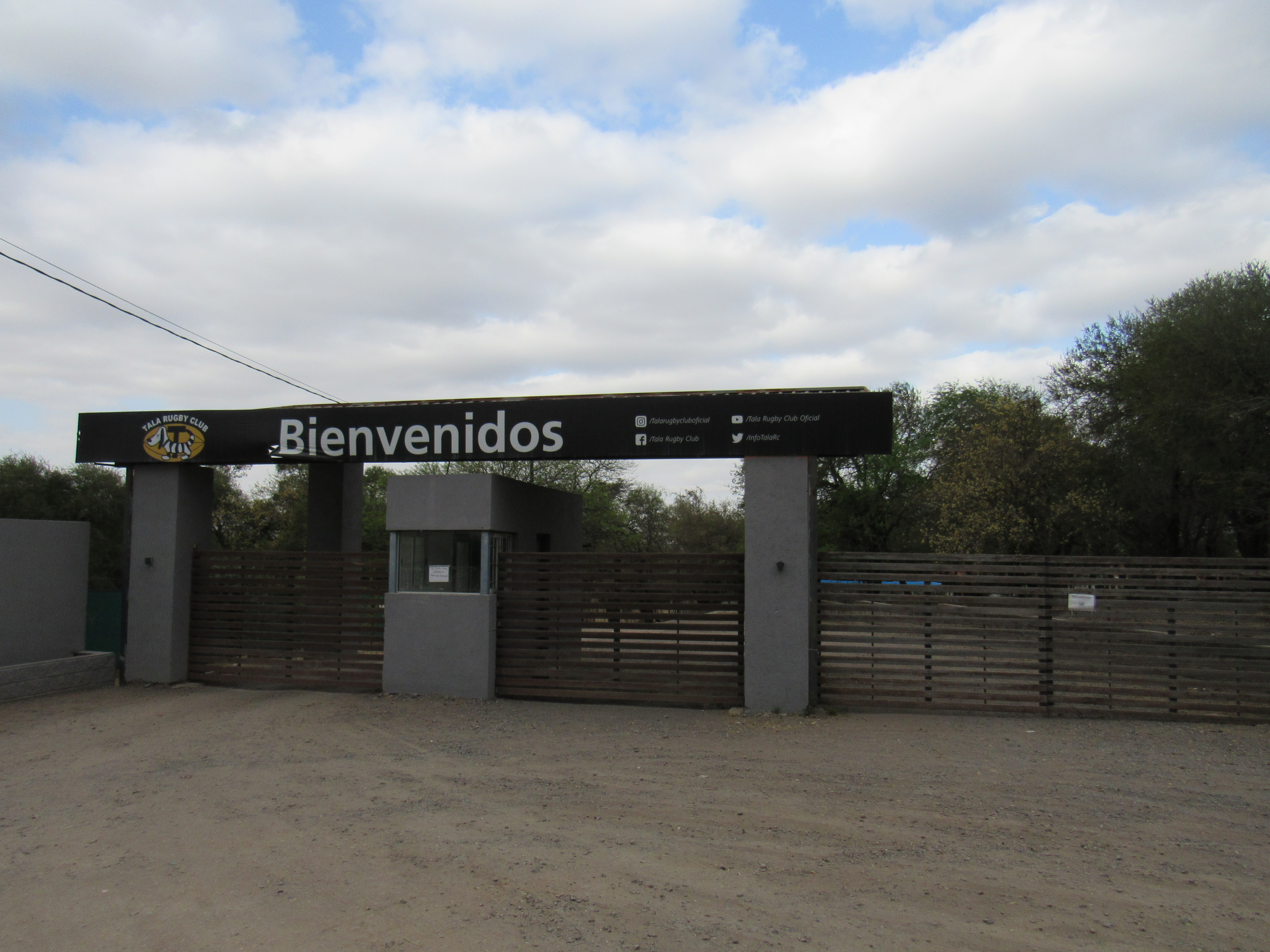
Ingreso al Anexo
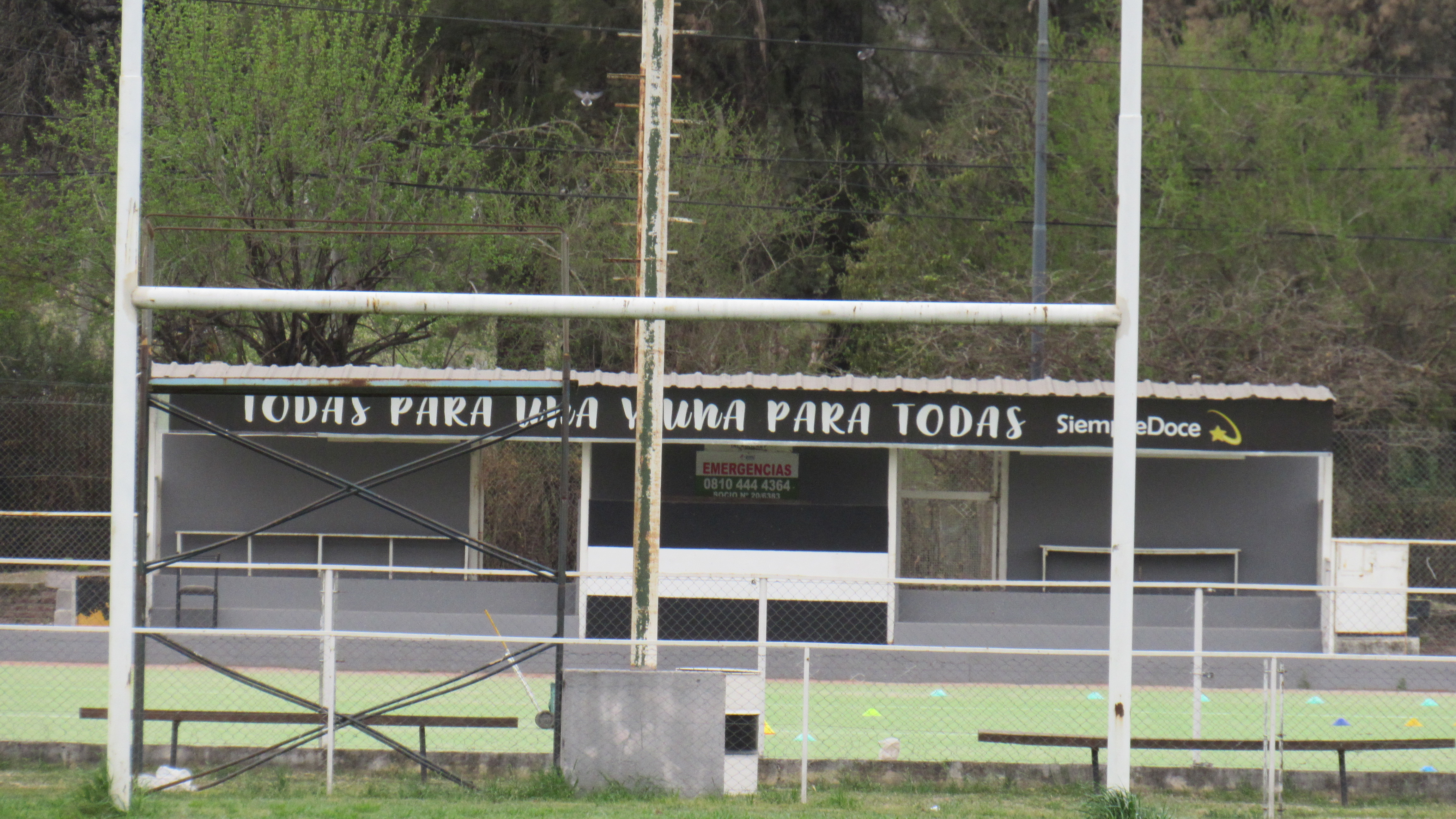
Eslogan en el estadio de hockey
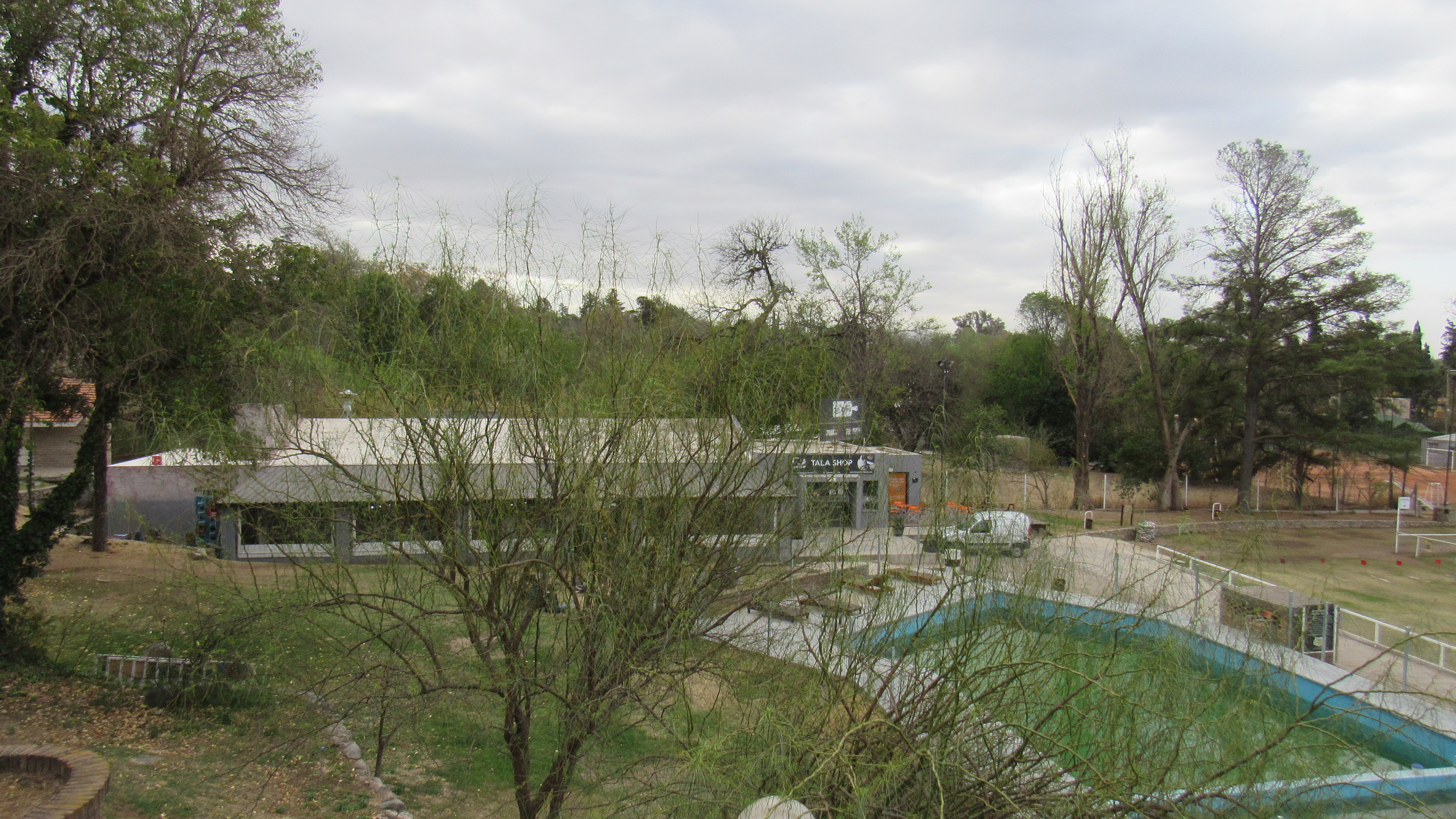
Pileta abajo a la derecha, Tala Shop de fondo
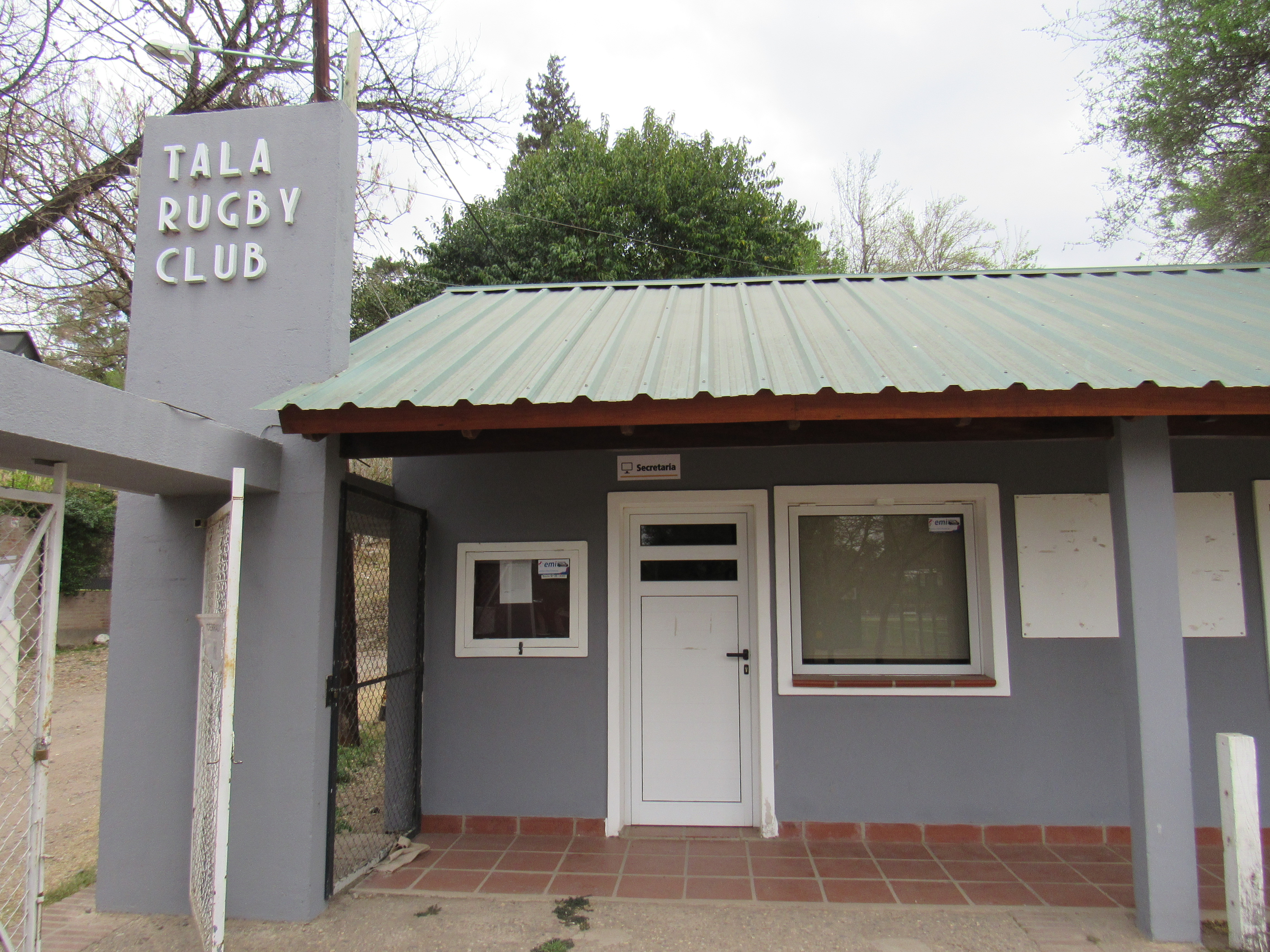
Acceso
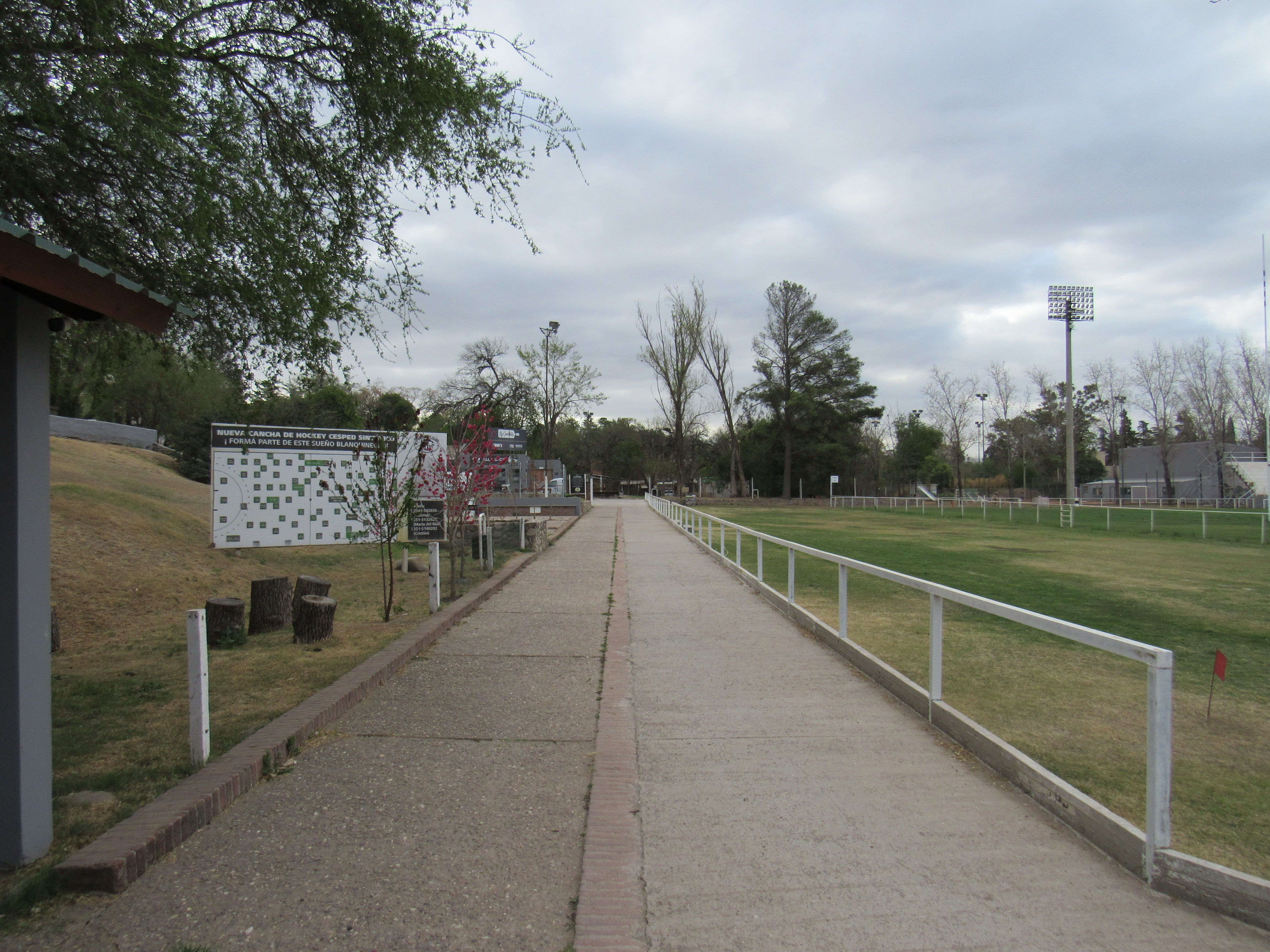
Pasillo de ingreso. A la derecha los estadios

## Jugadores que vistieron la camiseta de Los Pumas
- Agustín Virgolini
- Ariel Mammanna
- Christian Ohanian
- Corcho Ceballos
- Diego Giannantonio
- Enrique "topo" Rodríguez
- Facundo Soler
- Germán Schulz
- Horacio San Martín
- Hugo Torres
- José Simes
- Julio García
- Leonardo Ortiz
- Lucas Recalde
- Mario Arguello
- Pablo Garzón
- Pedro Garzon
- Hugo Schierano
- Lobato Marcos
- Gigena Facundo
- Brarda Franco
- Cuaranta Franco
- Ambrosio Stéfano
- Basile Jose

## Palmarés
- Nacional de Clubes
  - Subcampeón 2006
  - Subcampeón 2017
- Veco Villegas
  - Campeón: 2021
- Top 16
  - Campeón: 2004

- Torneo del Centro
  - Campeón: 2008
- Unión Cordobesa de Rugby
  - Campeonatos (24): 1971, 1972, 1975, 1979, 1980, 1981, 1982, 1983, 1984, 1985, 1986, 1989, 1990, 1995, 1998, 1999, 2004, 2007, 2011, 2014, 2015, 2016, 2017, 2018